# デイヴィッド・チャイルズ
デイビッド・チャイルズ（David Childs、1981年3月7日 -）はユーフォニアムのソリスト、指導者。
ブリガース・アンド・ラストリック・ブラス・バンドやブラック・ダイク・バンドなど英国で高い評価を誇るブラスバンドに所属した。特に彼の父親であるロバート・チャイルズ（後述）が指揮者を務めるコーリー・バンドでは10年以上にわたって首席ユーフォニアム奏者を務める。
配偶者はフリューゲルホルン奏者のジョアン・チャイルズ。かつてはコーリー・バンドに所属し、デイビッドとの共演も多い。

## 概要
音楽家の一家に生まれ、幼い頃から父親でありコーリー・バンドの指揮を務めるロバート・チャイルズの演奏指導を受け育つ。
また、叔父でブラック・ダイク・バンドの指揮を務めるニコラス・チャイルズらも世界的に有名なユーフォニアム奏者であるなど、著名な親族も多い。
2000年にBBCヤング・ミュージシャン・オブ・ザ・イヤー・コンペティションでユーフォニアム奏者として初のファイナリストとなり、フィリップ・ウィルビーの協奏曲をBBC交響楽団と初演し見事成功を収める。
同年、演奏活動の功績が認められ「Euphonium player of the year」を受賞した。彼は2004年にも同タイトルを受賞し、今日まで保持している。